# (240381) Emilchyne
(240381) Emilchyne est un astéroïde de la ceinture principale.

## Description
(240381) Emilchyne est un astéroïde de la ceinture principale. Il fut découvert le 29 septembre 2003 à Androuchivka par l'observatoire astronomique d'Androuchivka. Il présente une orbite caractérisée par un demi-grand axe de 2,58 UA, une excentricité de 0,07 et une inclinaison de 1,3° par rapport à l'écliptique.

## Compléments